# Blaena
Blaena – rodzaj pluskwiaków różnoskrzydłych z rodziny ziemikowatych i podrodziny Cydninae. Obejmuje 12 opisanych gatunków. Wszystkie są endemitami Australii.

## Morfologia
Pluskwiaki o ciele długości od 2,6 do 6,9 mm, w zarysie podługowato-owalnym z prawie równoległymi bokami, z wierzchu spłaszczonym do lekko wypukłego. Głowa zaopatrzona jest w małe, szypułkowate oczy złożone, bardzo drobne przyoczka oraz zbudowane z pięciu walcowatych członów czułki. Płytki żuwaczkowe są dłuższe od nadustka i przed nim połączone. Krawędzie boczne głowy są wykrojone przed oczami i od tego miejsca mniej lub bardziej rozbieżne. Przy tych krawędziach rozmieszczone są chetopory ze szczecinkami włosowatymi, natomiast brak jest szczecinek grubych. Szersze niż dłuższe, prawie kwadratowe w zarysie przedplecze ma wklęśniętą krawędź przednią, całobrzegie lub piłkowane krawędzie boczne oraz grubo i gęsto punktowaną powierzchnię. Przy krawędziach przedplecza również rozmieszczone są chetopory ze szczecinkami włosowatymi. Szerszą niż dłuższą, prawie trójkątną tarczkę cechuje obecność pary wcisków bocznych. Półpokrywy mają krótkie przykrywki, u form długo- i krótkoskrzydłych z wydzielonym egzokorium, mezokorium i międzykrywką, zaś u form stafylinoidalnych inaczej podzielone. U form długoskrzydłych zakrywka zajmuje ⅔ długości pokryw, u stafylinoidalnych zaś jest mocno zredukowana. Propleury są gęsto punktowane. Ewaporatoria gruczołów zapachowych są dobrze wyodrębnione. Odwłok ma drugie sternum z przetchlinkami o wydłużonych, niezakrzywionych ku tyłowi wierzchołkach.

## Taksonomia
Takson ten wprowadzony został w 1886 roku przez Francisa Walkera jako monotypowy, z Blaena setosa jako jedynym gatunkiem. Sześć nowych gatunków opisał w latach 60. XX wieku Richard C. Froeschner, a kolejnych pięć Jerzy Adrian Lis i Joanna Heyna w ramach rewizji rodzaju z 2001 roku. Łącznie rodzaj ten obejmuje 12 opisanych gatunków:
- Blaena blothroposa Froeschner, 1966
- Blaena cirra Froeschner, 1966
- Blaena coarctata Froeschner, 1960
- Blaena hirta J.A. Lis & Heyna, 2001
- Blaena mediocarinata Froeschner, 1960
- Blaena multitricha Froeschner, 1960
- Blaena parathroposa J.A. Lis & Heyna, 2001
- Blaena pseudosetosa J.A. Lis & Heyna, 2001
- Blaena serrata J.A. Lis & Heyna, 2001
- Blaena setosa Walker, 1868
- Blaena subsulcata Froeschner, 1960
- Blaena tamasi J.A. Lis, 1999